# Indoinvreia menoni
Indoinvreia menoni är en stekelart som beskrevs av Roger Roy och Farooqi 1984. Indoinvreia menoni ingår i släktet Indoinvreia och familjen bredlårsteklar. Inga underarter finns listade i Catalogue of Life.